# Кручинина-Рутковская, Елизавета Болеславовна
Елизавета Болеславовна Кручинина-Рутковская (Пржибыльская) (1895, Камышлов, Российская империя — 22 мая 1961, Алма-Ата, Казахская ССР, СССР) — советская актриса, Народная артистка Казахской ССР (1943); заслуженная артистка Казахской ССР (1938). Член КПСС с 1946 года.

## Биография
Родилась в семье служителя пермской железной дороги, единственная из пяти детей получила образование — окончила женскую гимназию в Екатеринбурге в 1912 году.
Сценическую деятельность начала в 1912 году у актёра и антрепренёра Петра П. Медведева в труппе Екатеринбургского драматического театра, который заприметил её ещё в любительских спектаклях гимназистов. Затем служила у разных антрепренёров, объездила много городов России, весь Дальний Восток, включая Харбин.
Во время Первой мировой войны была медсестрой и там познакомилась с Юрием Рутковским, получившим тяжёлое ранение, выходила его и стала женой.
В 1915—1933 годы работала в русских драматических театрах Латвии, России, Кыргызстана (Бишкек).
С 1933 года работала в труппе русского театра драмы в Алма-Ате. Лучшие роли: Гурмыжская, Чебоксарова, Анна Устинова, Кабаниха («Лес», «Бешеные деньги», «Пучина» и «Гроза» А. Н. Островского), Войницкая («Дядя Ваня» А. П. Чехова), Потапова («Битва в пути» Г. Е. Николаевой), Жузтайлак («Ночные раскаты» М.Ауэзова) и другие.
Награждена двумя орденами Трудового Красного Знамени (25.03.1946 и 03.01.1959).
Скончалась 22 мая 1961 года, похоронена на Центральном кладбище Алма-Аты.